# Білоярівська сільська рада
| Білоярівська сільська рада — колишній орган місцевого самоврядування у Амвросіївському районі Донецької області з адміністративним центром у с. Білоярівка. Сільській раді були підпорядковані населені пункти: - с. Білоярівка - с-ще Житенко - с-ще Нижньокринське - с-ще Сергієве-Кринка |

## Склад ради
Рада складалася з 16 депутатів та голови.

## Керівний склад сільської ради
| ПІБ                          | Основні відомості                                                                       | Дата обрання | Дата звільнення |
| ---------------------------- | --------------------------------------------------------------------------------------- | ------------ | --------------- |
| Мартинець Раїса Валентинівна | Сільський голова, 1959 року народження, освіта, позапартійна                            | 26.03.2006   | 31.10.2010      |
| Мартинець Раїса Валентинівна | Сільський голова, 1959 року народження, освіта середня спеціальна, член Партії регіонів | 31.10.2010   |                 |

Примітка: таблиця складена за даними джерела